# Maison du Sport International

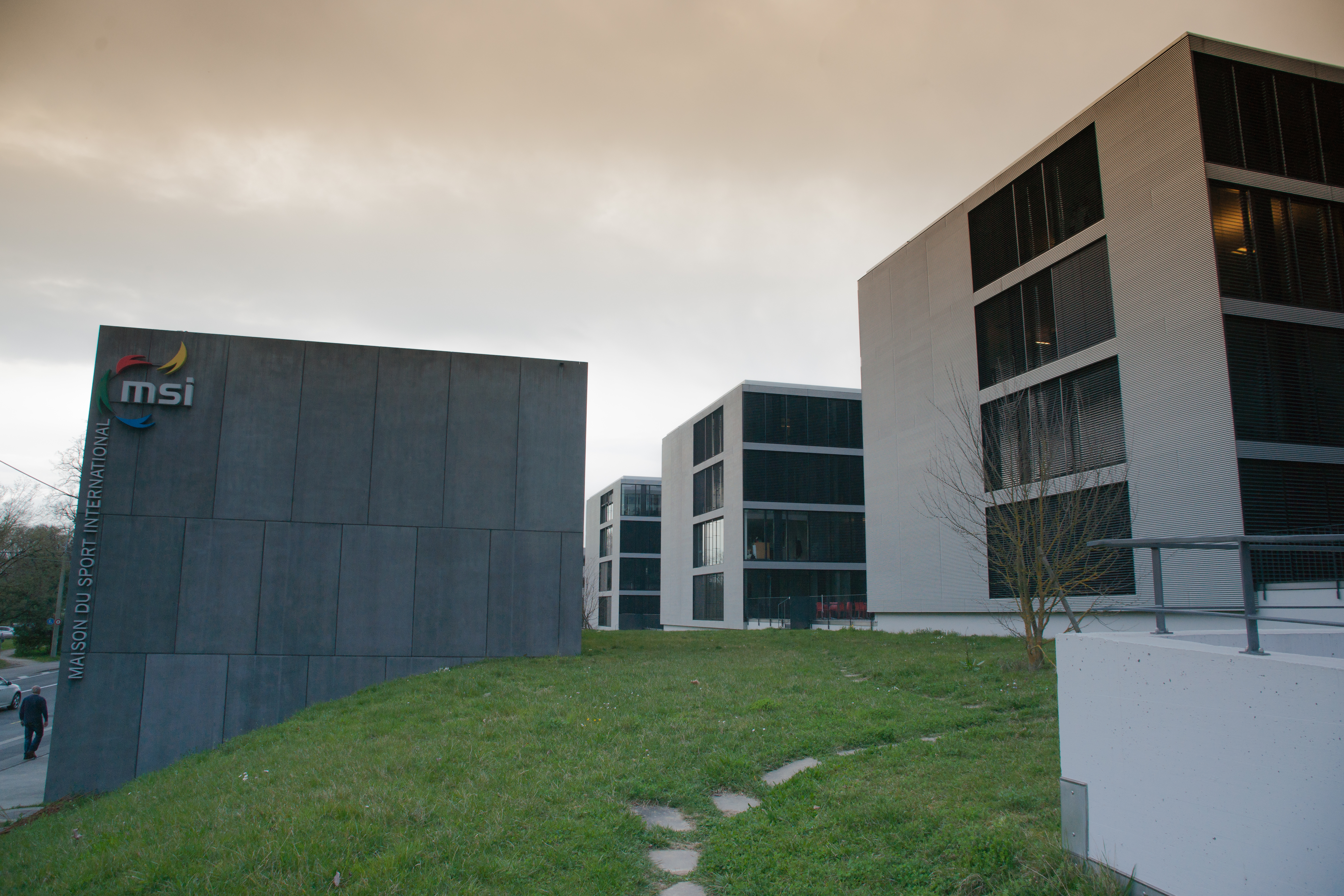
Maison du Sport International (2014)

Das Maison du Sport International – deutsch Haus des internationalen Sports – ist ein Bürokomplex in der Stadt Lausanne in der Schweiz.

## Geschichte
Die Stadt Lausanne haben besonders viele internationale Sportorganisationen für ihren Hauptsitz ausgewählt. Zu Beginn des 21. Jahrhunderts begannen sich die Stadt und der Kanton Waadt mit der Unterstützung durch die schweizerischen Bundesbehörden vermehrt um diese Körperschaften und um die Ansiedlung neuer Organisationen zu bemühen und für diese günstige Rahmenbedingungen zu schaffen. In der 2005 bis 2006 und 2011 errichteten Gebäudegruppe an der Avenue de Rhodanie 54 in der Nähe des Genfersees haben zahlreiche internationale Sportverbände, Vereine und sportnahe Unternehmen, die teilweise schon viele Jahre zuvor ihren Sitz in Lausanne hatten, in enger Nachbarschaft zueinander einen neuen Verwaltungsstandort erhalten.
Das Sportdomizil entstand dank der Initiative der Stadt Lausanne und wurde in Zusammenarbeit der Stadt mit dem Kanton Waadt und dem Internationalen Olympischen Komitee, dessen Sitz seit 1915 in Lausanne ist, errichtet. In der Nähe der neuen Anlage liegen verschiedene Sportstätten, zum Beispiel das Juan-Antonio-Samaranch-Stadion und das Leichtathletikstadion Pierre-de-Coubertin, ein Tennisclub und der Sporthafen von Vidy.
2001 wurde ein Architekturwettbewerb für den Bau des Hauses des internationalen Sports im Quartier Montriond/Cour ausgeschrieben, bei welchem das Projekt «Liberté et discipline» des Planungsbüros matti ragaz hitz architekten ag in Liebefeld bei Bern auf den ersten Rang kam. 2006 fand die Eröffnung des Hauptteils und 2011 des Ergänzungsbaus statt.
2018 bezog die Sportinformatikfirma Genius Sports Büroräume in der Maison du Sport International.

## Sportverbände
- Association Internationale de Boxe Amateure
- Confédération Européenne de Billard
- Fédération Aéronautique Internationale
- Fédération Internationale d’Escrime
- Fédération Internationale de Sambo
- Fédération Internationale du Sport Universitaire
- International Bobsleigh & Skeleton Federation
- International Bowling Federation
- International Canoe Federation
- International Chess Federation
- International Federation of Sport Climbing
- International Golf Federation
- International Judo Federation
- International Padel Federation
- International Table Tennis Federation
- International Weightlifting Federation
- Union Européenne de Cyclisme
- World Archery Federation
- World Baseball Softball Confederation
- World Bridge Federation
- World DanceSport Federation
- World Rowing
- World Series of Boxing
- World Skate
- World Squash Federation
- World Taekwondo
- World Triathlon

## Andere Organisationen
- Europabüro der Antidopingagentur
- Global Association of International Sports Federations
- Fédération internationale de Médecine du Sport
- Sports Management School Lausanne
- International Academy of Sport Science and Technology
- International University Sports Federation